# Quarnbek

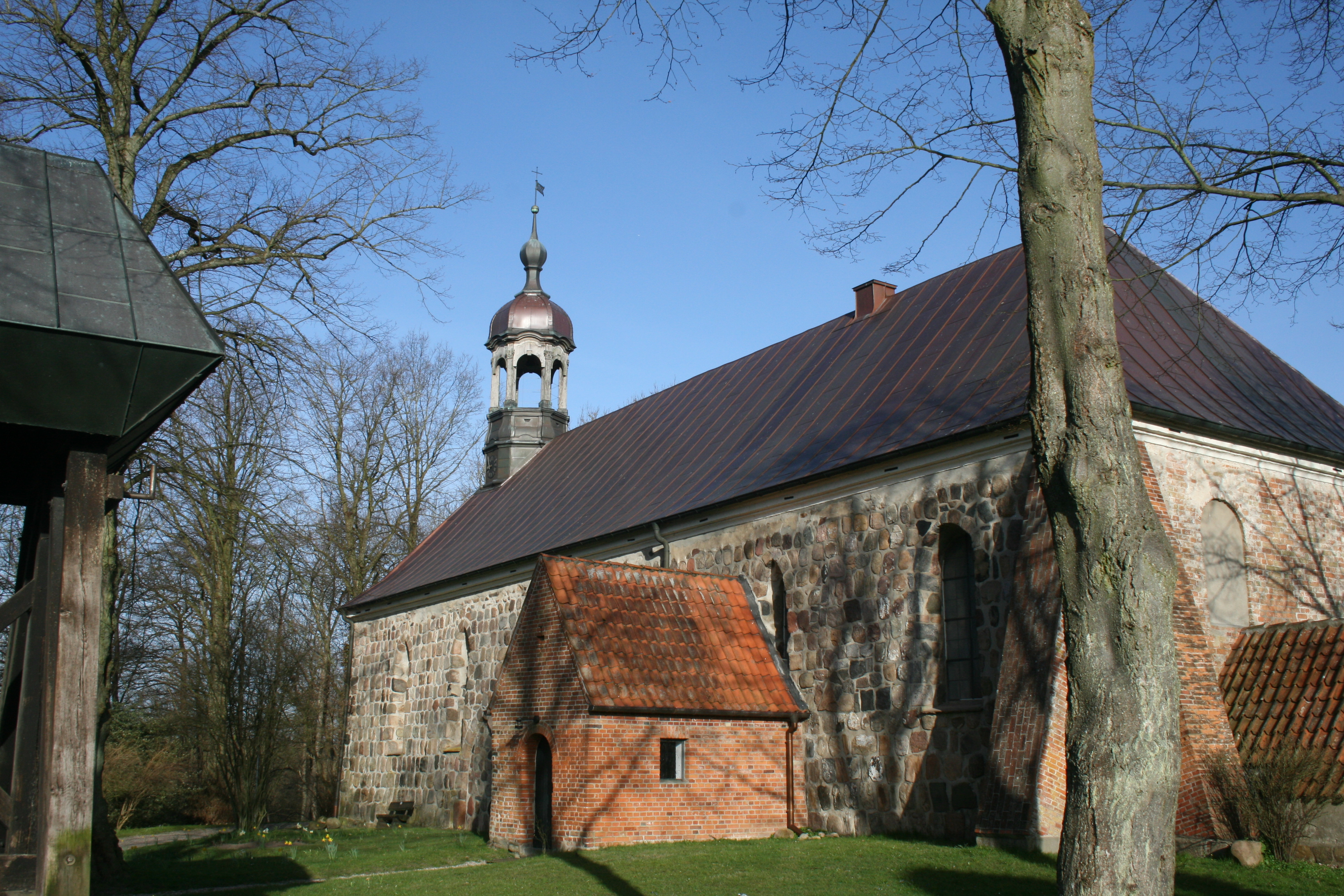
A imagem ilustra a igreja de St. Georg & Mauritius

Quarnbek é um município da Alemanha, localizado no distrito de Rendsburg-Eckernförde, estado de Schleswig-Holstein.